# نقطه بازگشت (آلبوم ماریو)
«نقطه بازگشت» آلبومی از ماریو (خواننده آمریکایی) است که در سال ۲۰۰۴ میلادی منتشر شد.